# Troisième prise non attrapée

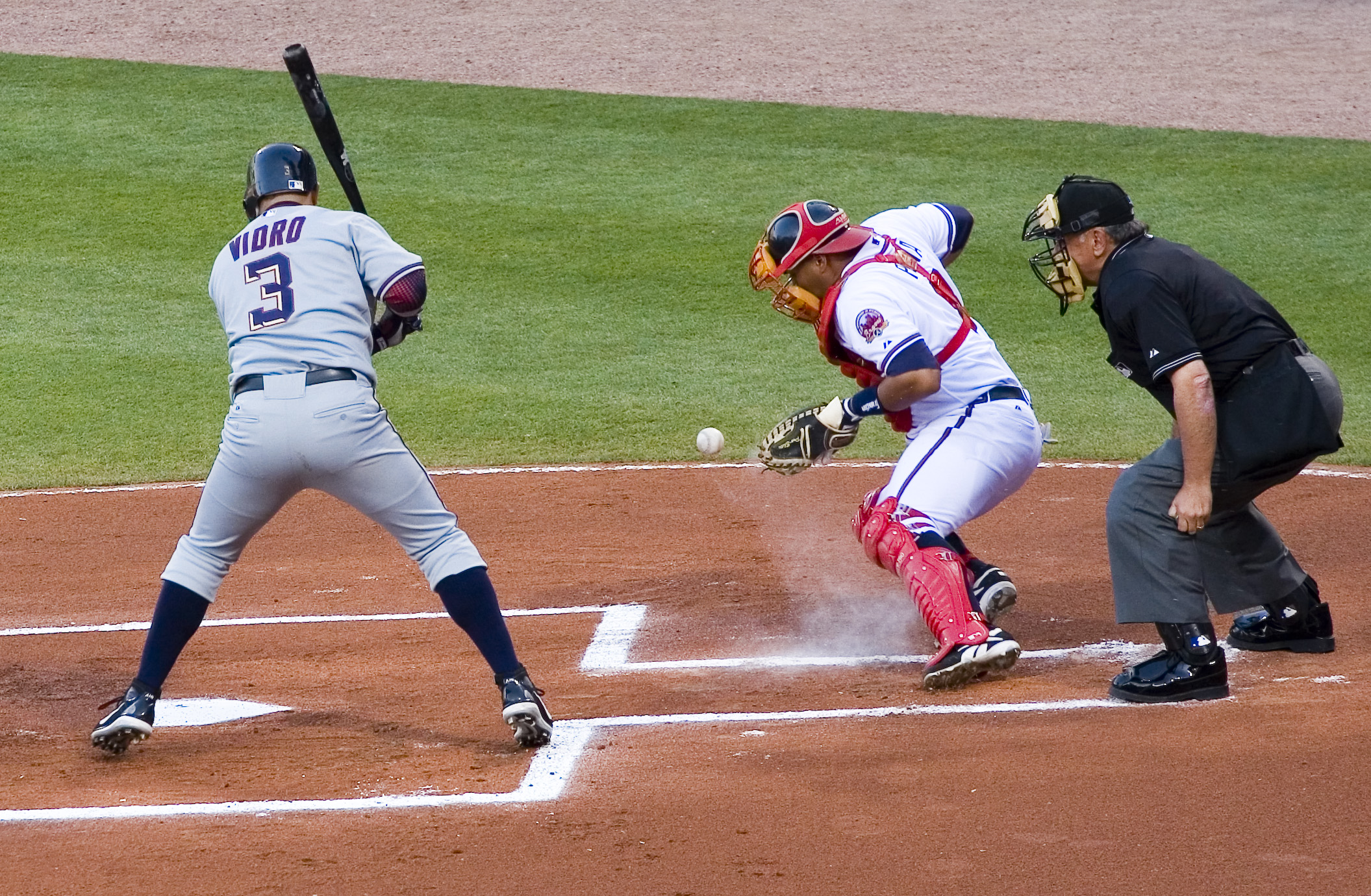

Au baseball, une troisième prise non attrapée (souvent appelée à tort troisième prise échappée) se produit lorsqu'un frappeur est retiré sur trois prises mais que le receveur de l'équipe en défensive est incapable de capter ou échappe la balle reçue de son  lanceur. Le frappeur devenu coureur de l'équipe en offensive peut donc courir vers le premier but et y être déclaré sauf. 

## Description
Lorsqu'un frappeur est victime d'une troisième prise, soit par décision de l'arbitre posté derrière le marbre mais plus souvent parce que le frappeur s'élance sans toucher à la balle, si le receveur du club en défensive échappe la balle ou est incapable de la maîtriser, le frappeur devient automatiquement, en certaines circonstances, coureur et à le droit de tenter de se rendre au premier but. La balle demeure en jeu et l'équipe en défensive (généralement le receveur puisqu'il est le plus près de la balle en jeu) doit, pour compléter le retrait, appliquer la balle sur le frappeur-coureur, ou la relayer au premier but avant l'arrivée du coureur. 
Un tel jeu se termine en général sur un retrait, puisque le receveur a normalement le temps de saisir la balle et procéder à l'une des deux actions entraînant le retrait du joueur adverse. Cependant, il est possible que le frappeur-coureur ait le temps d'atteindre sauf le premier but.
Une troisième prise est considérée non attrapée lorsque :
- La balle lancée par le lanceur touche au sol et n'est pas récupérée par le receveur, qu'elle ait été déviée ou non
- La balle est captée par le receveur mais échappée immédiatement et touche au sol
- La balle a touché le bâton du frappeur et le receveur a échappé la balle par la suite, auquel cas ce serait plutôt une fausse balle

Le frappeur devient automatiquement coureur sur une troisième prise non attrapée dans les situations suivantes :
- Le premier but est inoccupé
- Il y a deux retraits

Ces règlements ont été instaurés pour que jamais un double jeu ou un triple jeu ne puisse être réussi par l'équipe jouant en défensive sur une troisième prise non attrapée. S'il y a troisième prise non attrapée alors que les buts sont tous occupés, les coureurs sont obligés d'avancer vers la base suivante : le receveur en possession de la balle n'aura alors qu'à appliquer le pied sur le marbre pour un retrait forcé du coureur venant du troisième, ce qui sera le dernier retrait de la manche. Le frappeur ne peut pas devenir coureur avec les buts remplis et zéro ou un retrait, puisque l'équipe en défensive pourrait alors volontairement échapper ou négliger d'attraper la troisième prise pour réussir le retrait forcé au marbre et lancer au premier but (ou toucher au frappeur-coureur) pour un double jeu. S'il y a déjà un coureur au premier but et deux retraits lorsque la prise n'est pas captée, ce coureur est obligé de courir vers le deuxième but. Comme le retrait du frappeur-coureur constituera le dernier retrait de la manche, il n'y a encore là aucune possibilité de multiples retraits dans une seule action. La troisième prise non attrapée ne s'applique donc pas avec un coureur au premier s'il y a zéro ou un retrait.

## Signalement par l'arbitre

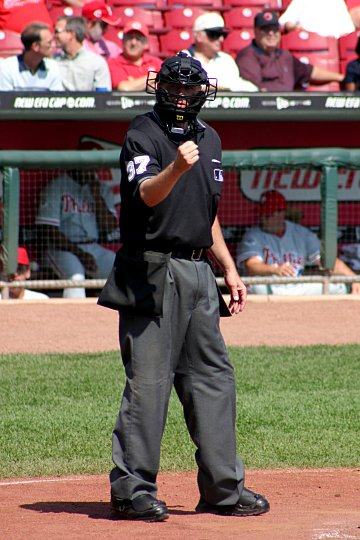
Un arbitre (Gary Darling) signale une prise.

Lorsque la troisième prise n'est pas attrapée par un receveur, l'arbitre au marbre appelle une troisième prise mais ne déclare pas le frappeur retiré. L'arbitre pourra signaler qu'il n'y a pas eu d'attrapé mais il est possible que la situation ne soit pas évidente tant pour le joueur au bâton que pour le club en défensive. Il appartient donc aux joueurs des deux équipes d'être alerte pour bien comprendre la situation. Si un frappeur ne réalise pas qu'il a le droit de courir, il est déclaré retiré par l'arbitre lorsqu'il quitte le cercle de terre battue autour du marbre, tel que défini dans l'article 6.09(b) des règlements de la Ligue majeure de baseball : A batter who does not realize his situation on a third strike not caught, and who is not in the process of running to first base, shall be declared out once he leaves the dirt circle surrounding home plate.

### Controverse et changements aux règlements
Le 12 octobre 2005 à Chicago, dans le second match de la Série de championnat de la Ligue américaine entre les Angels de Los Angeles et les White Sox de Chicago, une controverse survient en neuvième manche avec un score égal 1-1. Le frappeur des White Sox A.J. Pierzynski s'élance sur le tir du lanceur Kelvim Escobar pour une troisième prise. Croyant le troisième retrait enregistré, les Angels se dirigent vers l'abri des joueurs tandis que le receveur Josh Paul abandonne la balle, où elle doit normalement être récupérée par l'arbitre ou un préposé durant la pause entre deux manches. L'arbitre au marbre Doug Eddings lève le bras droit et ferme le poing pour signaler une prise, mais ne crie pas « Out » (retiré). Même si l'arbitre n'a pas annoncé « No catch » (pas d'attrapé), Pierzynski court jusqu'au premier but et s'y rend facilement alors que les Angels sont à quitter le terrain. Le jeu est interrompu pendant 4 minutes alors que les arbitres, les entraîneurs et les joueurs argumentent au sujet de ce qui vient de se produire. Pierzynski est déclaré sauf au premier but sur une troisième prise non attrapée, la manche se poursuit et il marque éventuellement pour donner à Chicago une victoire de 2-1. Les White Sox remportent quelques jours plus tard cette série et éliminent les Angels mais des changements sont apportés au règlement en prévision de la saison 2006.

## Statistiques
Sur une troisième prise non attrapée, le lanceur du club en défensive ainsi que le frappeur sont crédités d'un retrait sur des prises. Un mauvais lancer est porté à la fiche du lanceur ou une balle passée est ajoutée aux statistiques du receveur, selon la décision choisie par le marqueur officiel, pour expliquer la présence d'un coureur sur les buts. Cependant,  le retrait n'est pas ajouté au nombre de retraits (3) qu'un club en défensive doit réussir pour mettre un terme à la manche et au tour au bâton du club adverse. L'équipe en défensive doit donc, en pratique, enregistrer 4 retraits durant cette manche pour y mettre fin. 

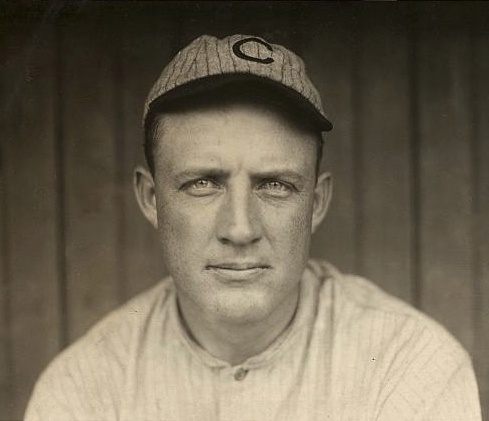
Orval Overall réussit 4 retraits sur des prises en une manche pendant la Série mondiale de 1908.

Il est déjà arrivé qu'un lanceur réussisse 4 retraits sur des prises dans une même manche, étant obligé avec son club d'enregistrer 4 retraits après une troisième prise non attrapée par le receveur. En date du 16 mai 2015, la chose s'est produite 75 fois et a été réalisée par 71 lanceurs différents. Seuls trois lanceurs ont réussi ce fait plus d'une fois : Chuck Finley à trois reprises au total en 1999 et 2000, A. J. Burnett deux fois (2002 et 2011) et Zack Greinke deux fois (2012 et 2014). Finley est le seul à l'avoir fait deux fois en une même saison (1999). 
Bobby Matthews est connu comme le premier lanceur à avoir accompli l'exploit le 30 septembre 1885 dans les Ligues majeures mais dans l'Association américaine, aujourd'hui disparue. Ed Crane fut le premier de la Ligue nationale le 4 octobre 1888 et Walter Johnson le premier de la Ligue américaine le 15 avril 1911. Orval Overall des Cubs de Chicago est le premier à enregistrer 4 retraits sur des prises en une manche dans une série éliminatoire : le 14 octobre 1908 dans le dernier match de la Série mondiale. Il faut attendre le 12 octobre 2013 et Aníbal Sánchez des Tigers de Détroit pour que la chose se répète en éliminatoires. Steve Delabar des Blue Jays de Toronto de 2012 est le seul lanceur à l'avoir fait dans une manche supplémentaire.
Il est possible que d'autres actions se produisent durant une telle manche, mais plusieurs lanceurs ont consécutivement retiré sur des prises 4 adversaires en une seule manche : Wilson Álvarez (en 1997), Kevin Appier (1996), Bill Bonham (1974), A. J. Burnett (2011), Ryan Cook (2012), Ed Crane (1888), Mike Cuellar (1970), Jim Davis (1956), Steve Delabar (2012), Octavio Dotel (2003), Don Drysdale (1965), Chuck Finley (15 août 1999), Steve Kline (1999), Justin Masterson (2011), Kirt Ojala (1998), Mike Paxton (1978), Pete Richert (1962), Kazuhiro Sasaki (2003), Hooks Wiltse (1906), Bobby Witt (1987).